# Theodoric Valeton
Theodoric Valeton, född 1855 i Groningen, död 1929 i Haag, var en nederländsk botaniker. Han studerade vid universitetet i Groningen och avlade doktorsexamen 1886. 1893 började han att arbeta vid botaniska trädgården i Bogor och skötte dess herbarium mellan 1903 och 1913. Valeton studerade ingefärsväxter i Bogor mellan 1916 och 1919.
Auktorsnamnet Valeton kan användas för Theodoric Valeton i samband med ett vetenskapligt namn inom botaniken; se Wikipediaartiklar som länkar till auktorsnamnet.